# یان زیبی
یان زیبی (چینی: 闫 子贝؛ زادهٔ ۱۲ اکتبر ۱۹۹۵) شناگر اهل چین است.
وی در مسابقات کشوری و بین‌المللی در مجموع برندهٔ ۲ مدال طلا، ۶ مدال نقره، ۲ مدال برنز شده‌است.